# Maksim Astanin
Maksim Valer'evič Astanin (in russo Максим Валерьевич Астанин?; Mosca, 18 giugno 1969) è un ex cestista russo, fino al 1991 sovietico.

## Carriera
Con la Russia ha disputato i Campionati europei del 1993.